# 7169 Linda
7169 Linda (1986 TK1) là một tiểu hành tinh vành đai chính được phát hiện ngày 4 tháng 10 năm 1986 bởi E. Bowell ở trạm Anderson Mesa thuộc Đài thiên văn Lowell.